# مانیفست جمهوری‌خواهی
مانیفست جمهوری خواهی ۱ جزوه‌ای است که در فروردین ۱۳۸۱ توسط اکبر گنجی به هنگام گذراندن دوران محکومیت ۶ ساله خویش در زندان اوین نگاشته شده‌است. این جزوه مشتمل بر یک مقدمه و ۶ فصل است که در آن ناکارآمدی جنبش اصلاحات در نظام جمهوری اسلامی ایران و راههای خروج از بن بست توسط جمهوریخواهی به بحث گزارده شده‌است.
- مقدمه
- فصل اول: اهداف جنبش
- فصل دوم: امکان و امتناع اصلاحات (اصلاح‌پذیری نظام‌؟)
- فصل سوم: مسائل، مشکلات و بحران‌ها
- فصل چهارم: علل اجتماعی و دلایل معرفتی ظهور دموکراسی و شرایط‌
- فصل پنجم: روش‌های رسیدن به غایات (تاکتیکها)
- فصل ششم: پریشان آغاز کردیم و پریشان‌تر به پایان رسیدیم